# شواهد التنزیل لقواعد التفضیل
شواهد التنزیل لقواعد التفضیل فی الایات النازله فی اهل البیت یکی از مهمترین آثار محدث ایرانی سنی مذهب حاکم حسکانی که در آن حدود دویست و ده آیه و در ذیل آنها بیش از هزار و دویست روایت در شأن و منزلت علی بیان کرده‌است. او در این کتاب از منابع مختلف اعم از سنی و از جمله امامان شیعه روایت نقل کرده‌است. علمای شیعه احادیث این کتاب را معتبر و سمند است و علمای شیعه همچون طبرسی نیز بدان استناد کرده‌اند.

## بخش‌های کتاب
۱- فصل اول: فی کثرة خصائص امیرالمؤمنین من قول السلف المتقدمین؛ گفتارهای مهم شخصیت‌های بارز و برجسته جهان اسلام مثل ابن عباس، مجاهد بن جبر، و احمدبن حنبل در تفضیل علی بن ابی طالب به طور مسند نقل شده‌است.
۲- فصل دوم: فی تقدّمه بالتلاوة و تفرّده بحفظ القرآن که برتری و یگانگی آن حضرت در تلاوت صحیح، و حفظ قرآن را نقل کرده‌است.
۳- فصل سوم: فی سبقه الأقران الی جمع القرآن که سبقت و برتری ایشان در گرد آوری قرآن را مطرح کرده‌است.
۴- فصل چهارم: فی توحده بمعرفة القرآن و معانیه و تفرّده بالعلم بنزوله و ما فیه که بی بدیل بودن امام علی در شناخت قرآن و معانی و حقایق آن را نقل کرده‌است.
۵-فصل پنجم: فی کثرة ما نزل فیه و فی اولاده و العترة من القرآن علی الجملة که فراوانی آیات مربوط به علی و فرزندانش را به طور کلی و اجمالی نقل و بررسی کرده‌است.
۶-فصل ششم: فی أنّه المعنّی بقوله تعالی «یا ایها الذین آمنوا» فی کل القرآن، که در آن اثبات مخاطب بودن امیرالمؤمنین نسبت به آیه‌های «یا أیهاالذین آمنوا...» می‌باشد.
۷- فصل هفتم: ذکر ما نزل فیهم من القرآن علی التفضیل و ترتیب السور که در آن همه آیات نازل شده در شأن علی بن ابی طالب را نقل کرده و احادیث معتبر مربوط به هر آیه را در ذیل آن آورده‌است.

## ترجمه و تلخیص
این کتاب توسط اسماعیل جغمان زیدی با نام «اختصار شواهد التنزیل» تلخیص شده‌است. این کتاب اولین بار با نام « بصائر یا قرآن و اهل بیت » توسط آیت الله نجابت شیرازی به فارسی ترجمه شد و پس از آن نیز دو بار با نام اصلی کتاب  توسط محمد باقر محمودی و یعقوب جعفری به فارسی ترجمه شده‌است.